# Leussow
Leussow is een plaats en voormalige gemeente in de Duitse deelstaat Mecklenburg-Voor-Pommeren, en maakt deel uit van het Landkreis Ludwigslust-Parchim. Het dorp maakt sinds 26 mei 2019 deel uit van de naburige gemeente Göhlen.

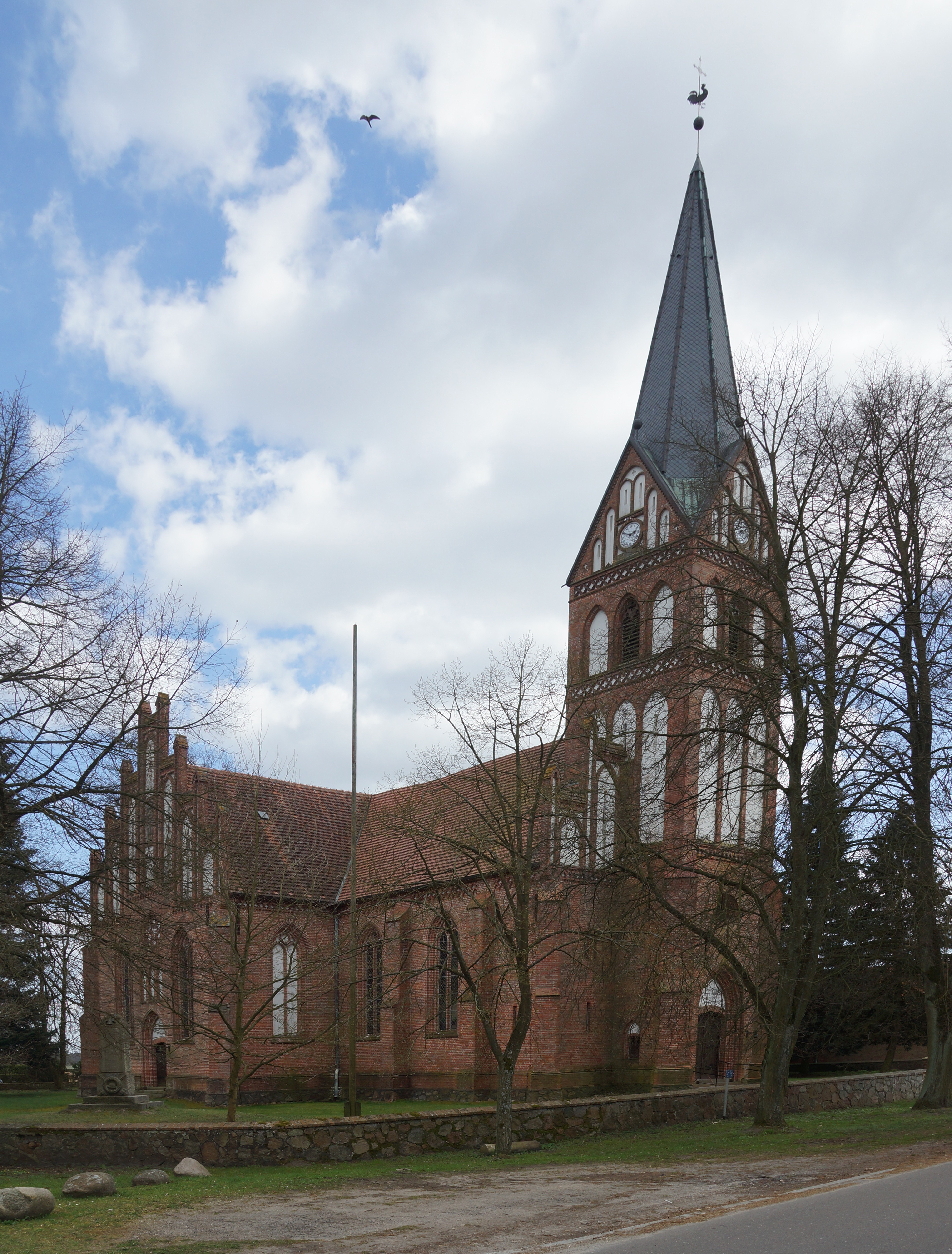
Neogotische dorpskerk